# Mark Parker
Mark G. Parker, född 21 oktober 1955, är en amerikansk företagsledare som är styrelseordförande för sportutrustningstillverkaren Nike och medieföretaget Walt Disney Company sedan den 30 juni 2016 respektive den 3 april 2023.
Han började arbeta 1979 för Nike och har arbetat bland annat som president och VD (2006–2020) för företaget.
Parker avlade en kandidatexamen i statsvetenskap vid Pennsylvania State University.